# United States Special Operations Command Pacific

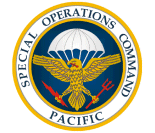
Wappen des Special Operations Command Pacific

Das United States Special Operations Command Pacific (USSOCPAC oder SOCPAC) ist ein Verbundkommando (Sub Unified Combatant Command), dass die Special Operations Forces (Sondereinsatzkräfte) des United States Indo-Pacific Command (INDOPACOM) in sich vereint und führt. Es ist in Camp H. M. Smith auf der Insel Oʻahu im US-Bundesstaat Hawaii stationiert. Der Verantwortungsbereich des PACOM und damit auch des SOCPAC umfasst über die Hälfte der Erdoberfläche mit einer Fläche von über 100 Millionen Quadratmeilen und 60 % der Weltbevölkerung.

## Auftrag
Das SOCPAC hat den Auftrag, sämtliche Sondereinsatzkräfte der vier Teilstreitkräfte operativ zu führen, deren Einsatzbereitschaft durch die Planung und Durchführung entsprechender Manöver sicherzustellen, die Zielfindung zu entwickeln, zu bestimmen und zu optimieren sowie die Zusammenarbeit und Durchführung von Verbundübungen mit Sondereinsatzkräften verbündeter und befreundeter Länder zu fördern und abzustimmen.

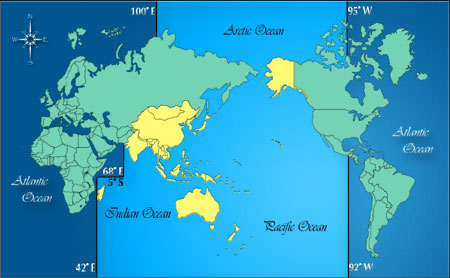
Zuständigkeitsbereich des SOCPAC

Ferner steht das Kommando in der Verantwortung für die militärische Terrorismusbekämpfung, die es ebenfalls mit den Bündnispartnern abstimmt und auch teilweise gemeinsam durchführt. Für diese Aufgabe hält das SOCPAC eine ständige Alarmeinsatztruppe für den PACOM-Kommandeur bereit und bildet mit ihren Sondereinsatzkräften gleichzeitig eine taktische Reserve innerhalb des Regionalkommandos.
Neben den klassischen militärischen Einsatzfeldern ist das SOCPAC auch für die Durchführung und Koordination der Drogenbekämpfung zuständig. Dabei arbeitet das Kommando mit anderen Bundesbehörden wie der Drug Enforcement Administration (DEA) und der Central Intelligence Agency (CIA) sowie mit nationalen Militär- und Strafverfolgungsbehörden der Gastländer zusammen.
Der Commander, Special Operations Command, Pacific (Kommandeur des SOCPAC) fungiert gleichzeitig als Kommandierender Offizier der Joint Task Force 510, der ständigen schnellen Eingreiftruppe (Krisenreaktionskräfte) des PACOM.

## Organisation
Dem SOCPAC sind zurzeit folgende Verbände unterstellt:
- Joint Task Force 510 (JTF-510): Die JTF-510 Bildet die ständige Alarmeinsatzkomponente des PACOM, deren Kernkräfte das SOCPAC stellt. Sie bildet nicht nur eine militärische Einsatzkomponente, sondern steht auch ständig bereit, für Militär- und Sicherheitsberatung, humanitäre Hilfseinsätze und Evakuierungsmaßnahmen im gesamten Operationsgebiet (Zuständigkeitsbereich). Im Ernstfall wird die JTF-510 wahrscheinlich immer die erste Einheit am Krisenort sein. Sollten ihre Kräfte für die Kontrolle der Lage nicht ausreichend sein, kann sie weitere größere Verbände anfordern, z. B. die 31st Marine Expeditionary Unit aus Okinawa (Japan).

- Joint Special Operation Task Force - Philippines

- 1st Special Forces Group

- 353rd Special Operations Group

Als Verbundkommando führt das SOCPAC alle Sondereinsatzverbände sämtlicher Teilstreitkräfte des Pacific Commands (PACOM), diese setzen sich aus folgenden Komponenten zusammen:
- Das Army Special Operations Command stellt dabei naturgemäß das größte Kontingent mit der 1st Special Forces Group der Green Berets, einem Verband in Brigadestärke, der aber aufgrund seiner besonderen Struktur nur eine Mannstärke von ca. 1.400 Soldaten verfügt. Dessen 1. Bataillon ist auf der Torii Station, auf Okinawa (Japan), stationiert. Seine Hauptaufgaben bestehen aus gemeinsamen Übungen mit verbündeten Streitkräften und dem Stellen von Bereitschaftskräften für schnelle Krisenreaktion in seinem Verantwortungsbereich Südostasien und im Pazifischen Raum. Das 2. und 3. Bataillon sind in Fort Lewis im US-Bundesstaat Washington stationiert und können im Bedarfsfall jederzeit dem Kommandeur des PACOM bereitgestellt werden. Teile des 3. Bataillons sind ständig in Thailand in die Drogenbekämpfung eingebunden.

- Das Naval Special Warfare Command (NAVSOC) der Navy hat dem SOCPAC eine unbekannte (geheime) Zahl von Navy Seals und Special Boat Units unterstellt. Das Gros der Sondereinsatzkräfte der Navy ist in der Naval Special Warfare Task Unit-Pacific konzentriert, einschließlich eines ihr unterstellten SEAL-Zuges auf der Apra Harbor Naval Station auf der Insel Guam.

- Das Air Force Special Operations Command stellt mit der 353rd Special Operations Group die Air Force-Komponente des SOCPAC. Ihr sind auch Einheiten der Special Tactics Squadrons, Pararescue jumpers für Combat-Search-and-Rescue- und Search-and-Rescue-Einsätze unterstellt.

- Welche Einheiten und in welcher Stärke Truppen des erst vor kurzem aufgestellten Marine Corps Forces Special Operations Command (MARSOC) der Marines dem SOCPAC unterstellt sind, ist nicht bekannt.

## Geschichte
Der Vorläufer des SOCPAC, das Special Operations Center, Pacific Command (Zentrum für Sondereinsätze des Pazifikkommandos) wurde am 1. November 1965 auf Okinawa eingerichtet und war für die Unkonventionelle Kriegführung im südostasiatischen Raum des PACOM zuständig. Am 1. Juli 1969 wurde diese Einrichtung aufgelöst und ihre Funktionen untergeordneten Kommandoebenen des PACOM zugewiesen. Mitte der 1970er Jahre wurde klar, dass es doch einer gesonderten Planungseinrichtung für Spezialeinsatzkräfte bedurfte, deshalb wurde am 15. Mai 1976 eine entsprechende Sektion innerhalb der Operationsabteilung des PACOM eingerichtet.
Im Oktober 1983 verfügten die Vereinigten Stabschefs die Einrichtung eines eigenständigen Special Operations Command (Kommando für Sondereinsätze) als untergeordnete Kommandoeinrichtung des PACOM mit einem Personal von vorerst 18 Mann, damit war die Rumpfstruktur des SOCPAC etabliert.
Am 18. November 1989, übernahm das SOCPAC den Befehl über die 353rd Special Operations Group der Air Force, die auf der Kadena Air Base auf Okinawa (Japan) stationiert ist. Am 8. Juli 1991 wurden dem Kommando die Naval Special Warfare Task Unit-Pacific und ein SEAL-Platoon auf der Apra Harbor Naval Station (Guam). Damit entwickelte sich das SOCPAC erstmals zu einem Verbundkommando, das Komponenten verschiedener Teilstreitkräfte führt.
Einheiten des SOCPAC nehmen regelmäßig an internationalen Manövern im gesamten pazifischen und südostasiatischen Raum teil, mit dem Ziel, neben der Wahrung des eigenen Ausbildungsstandes, die internationale militärische Zusammenarbeit und gemeinsame Operationsfähigkeit zu fördern und weiterzuentwickeln. Gleichzeitig soll damit auch die politische Verbundenheit der Vereinigten Staaten mit ihren Verbündeten und befreundeten Nationen nach außen dokumentiert werden. Teile der JTF 510 sind regelmäßig in zahlreichen militärischen Austauschprogrammen mit über 20 Ländern beteiligt. Das SOCPAC richtet jährlich die Pacific Area Special Operations Conference (PASOC) (Konferenz für Spezialeinsätze im pazifischen Raum) aus, ein Fachsymposium über Unkonventionelle Kriegführung, das auf Hawaii stattfindet. Diese Konferenz wird regelmäßig von Delegierten aus über 25 Ländern besucht einschließlich höchster Dienstgrade im Generals- und Admiralsrang.

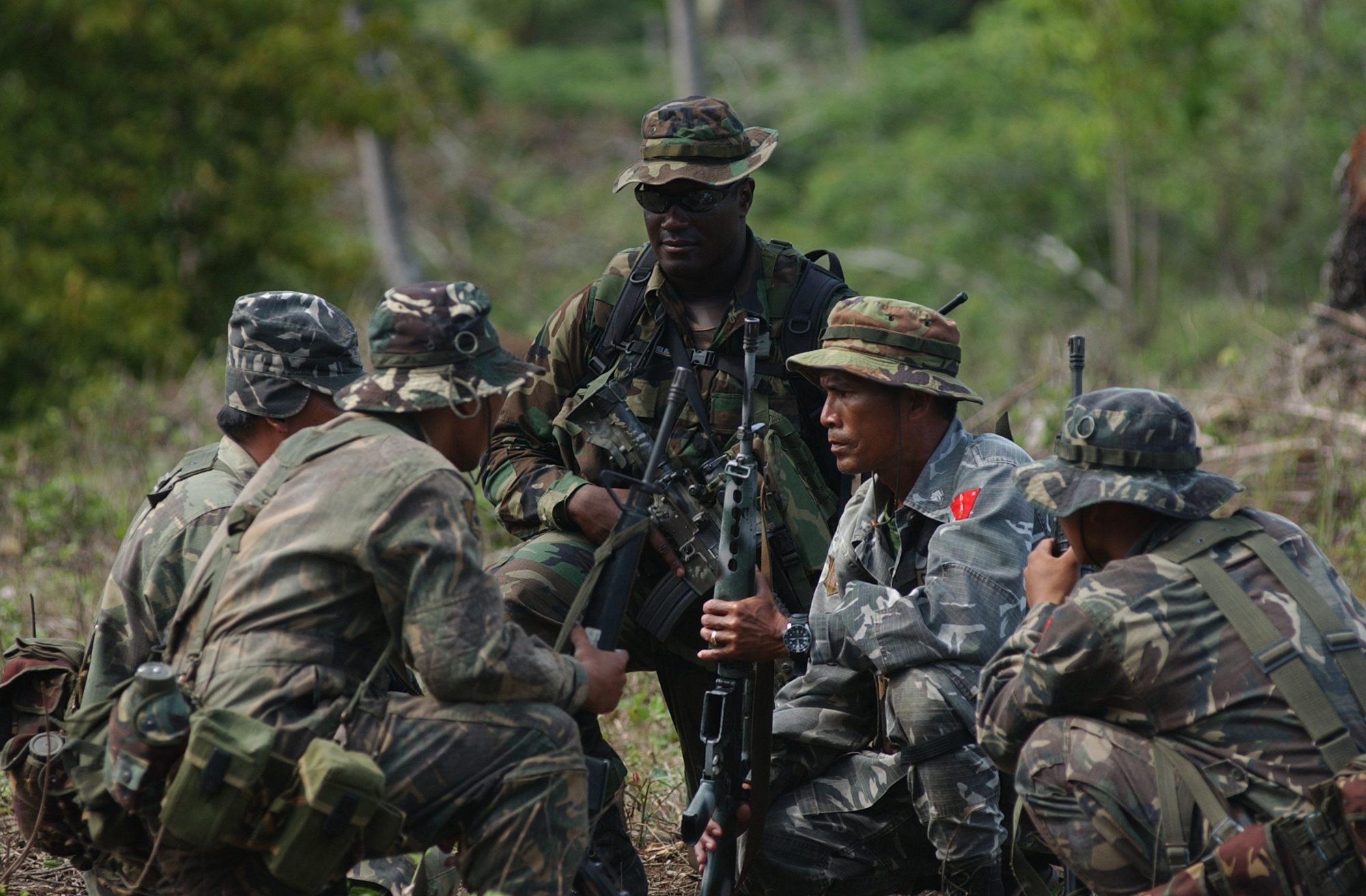
Ein Angehöriger der Special Forces bei der Ausbildung philippinischer Streitkräfte

Neben den militärischen Aufgaben ist das Kommando auch stark in die Drogenbekämpfung eingebunden, speziell in den Ländern Thailand, Laos, Kambodscha und den Philippinen.
Etliche Kontingente führen ständig Minenräumeinsätze in Indonesien, Osttimor und auf den Philippinen durch, die immer wieder durch nationale Konflikte neu gelegt werden.
Die pazifisch-südostasiatische Region ist für die USA traditionell von besonderem Interesse. Sowohl wirtschaftlich als auch politisch. Die wirtschaftliche Wachstumsrate in dieser Region ist in ihrer Gesamtheit mehr als doppelt so hoch wie im Rest der Welt. Mit dieser Entwicklung geht auch eine entsprechende Modernisierung der einzelnen lokalen Streitkräfte einher, was eine ständige Herausforderung für die USA als dominierende Hegemonialmacht darstellt, insbesondere, wenn man berücksichtigt, dass in dieser Region die sechs größten Heere der Welt operieren. Zusätzlich wird die militärische Lage dadurch verkompliziert, dass etliche Länder in der Lage wären, Massenvernichtungswaffen herzustellen, falls sie das Vertrauen in die Vereinigten Staaten als atomare Schutzmacht verlören.
Politisch gibt es in der Region schon aufgrund ihrer Größe mit ihren 43 Nationen, 75 Sprachen und 20 verschiedenen Religionen regelmäßig schwelende Krisenherde, bei der die koreanische Halbinsel, der Kaschmir-Konflikt und die Untergrundbewegungen in Indonesien besonders im Fokus des SOCPAC liegen.
Das zentrale Element der Strategie des SOCPAC ist die Militär- und Sicherheitsberatung. Sie soll die Zielnationen durch Ausbildung, Ausrüstung und humanitäre Maßnahmen einerseits an die Vereinigten Staaten binden, andererseits die Regierungen dieser Länder stabilisieren und sie in die Lage versetzen, das erlernte Knowhow später zu reproduzieren. Dies geschieht als flankierende militärische Maßnahme der US-Außenpolitik. Internationale Manöver und multilateraler militärischer Verbände flankieren diese Einsätze.
1998 wurde das Pacific Situation Assessment Team (PSAT) (Bewertungsgruppe für pazifische Situationen) aufgestellt, das die Militär- und Sicherheitsberatungsaktivitäten des SOCPAC gebündelt koordiniert und mit dem State Department abstimmt.
1999 hat das SOCPAC insgesamt 37 Einzeldislozierungen in 12 Ländern geführt.
Im Januar 2002, nach den Terroranschlägen vom 11. September 2001 verlegte das SOCPAC Teile der JTF 510 zu den Philippinen, um mit dortigen Kräften Anti-Terror-Operationen im Rahmen der Operation Enduring Freedom durchzuführen. Diese dauerten bis zum 1. September desselben Jahres an. Anschließend blieb eine Ausbildungseinheit zurück, die gemeinsam mit dem philippinischen Militär die Joint Special Operations Task Force-Philippines aufstellte und formte und gemeinsam mit der neuen Einheit den Kampf gegen terroristische Elemente fortführte.

## Leitung
Im Jahr 2013 leitete Rear Admiral P. Gardner Howe III das SOCPAC. Sein Stellvertreter war seit Juli 2012 Col. Bob G. Bond.
Am 19. Juli 2022 wurde Rear Admiral Jeromy B. Williams zum neuen Kommandeur des SOCPAC ernannt.

## Sonstiges
Der Spitzname des Special Operations Command Pacific lautet: „Guardians of the Pacific“ (Wächter des Pazifik).

## Verweise